# Karl Heinrich Seibt
Karl Heinrich Ritter von Seibt (též česky jako Karel Jindřich rytíř Seibt, 21. března 1735, Ostřice (Horní Lužice) – 2. dubna 1806, Praha) byl osvícenský kněz, filosof, pedagogický reformátor, profesor a rektor pražské univerzity.

## Život a působení
První vzdělání získal v klášteře Marienthal v Lužici a gymnázium studoval u piaristů v Kosmonosích. V letech 1751-1756 studoval filosofii a práva na pražské univerzitě a pak do roku 1762 v Lipsku, kde ho ovlivnil hlavně spisovatel a literární vědec J. Ch. Gottsched.
Kvůli probíhající sedmileté válce se vrátil do Prahy, kde přednášel na Lužickém semináři. Roku 1762 byl jmenován profesorem estetiky a pedagogiky v Praze, kde 23 let přednášel o morálce, německé literatuře a historii, pedagogice a filosofii. Jako osvícenec měl velký vliv na J. Dobrovského, J. Jungmanna a další české obrozence, přestože byl jeden z prvních profesorů, kteří v Praze přednášeli německy (místo dřívější latiny).
Od roku 1766 byl tajemníkem pražského arcibiskupa Antonína Petra Příchovský z Příchovic a přednášel církevní dějiny v pražském semináři. Po zrušení jezuitského řádu roku 1775 se stal ředitelem filosofické fakulty a čtyř pražských českých gymnázií (německých bylo 9), pro něž vypracoval i studijní řád.
Za pomoc při reformách školství byl 1779 jmenován císařským radou. V roce 1783 byl rektorem pražské univerzity, 1794 byl povýšen do rytířského stavu a 1801 odešel do výslužby.

## Filozofické názory
Karel Jindřich Seibt je prvním původním novodobým filozofem, působícím v Čechách. Rozvíjel systém etiky, o němž po letech vydal spis „Nauka o chytrosti“ a jiné drobnější práce. Seibtovo pojetí morálky klade akcent na rozkoš, na individuální blaženost, na sebeoblažování lidí. Proto základním úkolem lidského života je podle něho naučit se jednat chytře, jednat tak, aby z toho člověk měl co největší zisk a prospěch. Základem morálky není Seibtovi boží zjevení a boží příkázání, nýbrž sebeláska každého individua, individuální sobecký zájem získat si rozkoš.

## Z díla
- Academische Reden und Abhandlungen. (Akademické řeči a pojednání) Praha 1771
- Rede von dem Einfluß der Erziehung auf die Glückseligkeit des Staats. (Řeč o vlivu výchovy na blaho státu) Praha 1771
- Katholisches Lehr- und Gebetbuch. (Katolická naučná a modlitební kniha) Praha 1779 (Online). Vyšla v mnoha vydáních, také česky.